# Thomas Luny
Thomas Luny (St Eve, 1759 – 30 settembre 1837) è stato un pittore inglese specializzato in dipinti di paesaggi marini o a tema marittimo.
All'età di undici anni, lasciò la Cornovaglia per andare a vivere a Londra, dove divenne l'apprendista di Francis Holman, pittore di paesaggi marini che ebbe una grande influenza sulla pittura di Luny, che rimase fino al 1780 presso lo studio di Holman situato inizialmente in Broad Street a St. George’s e poi a Old Gravel Lane.

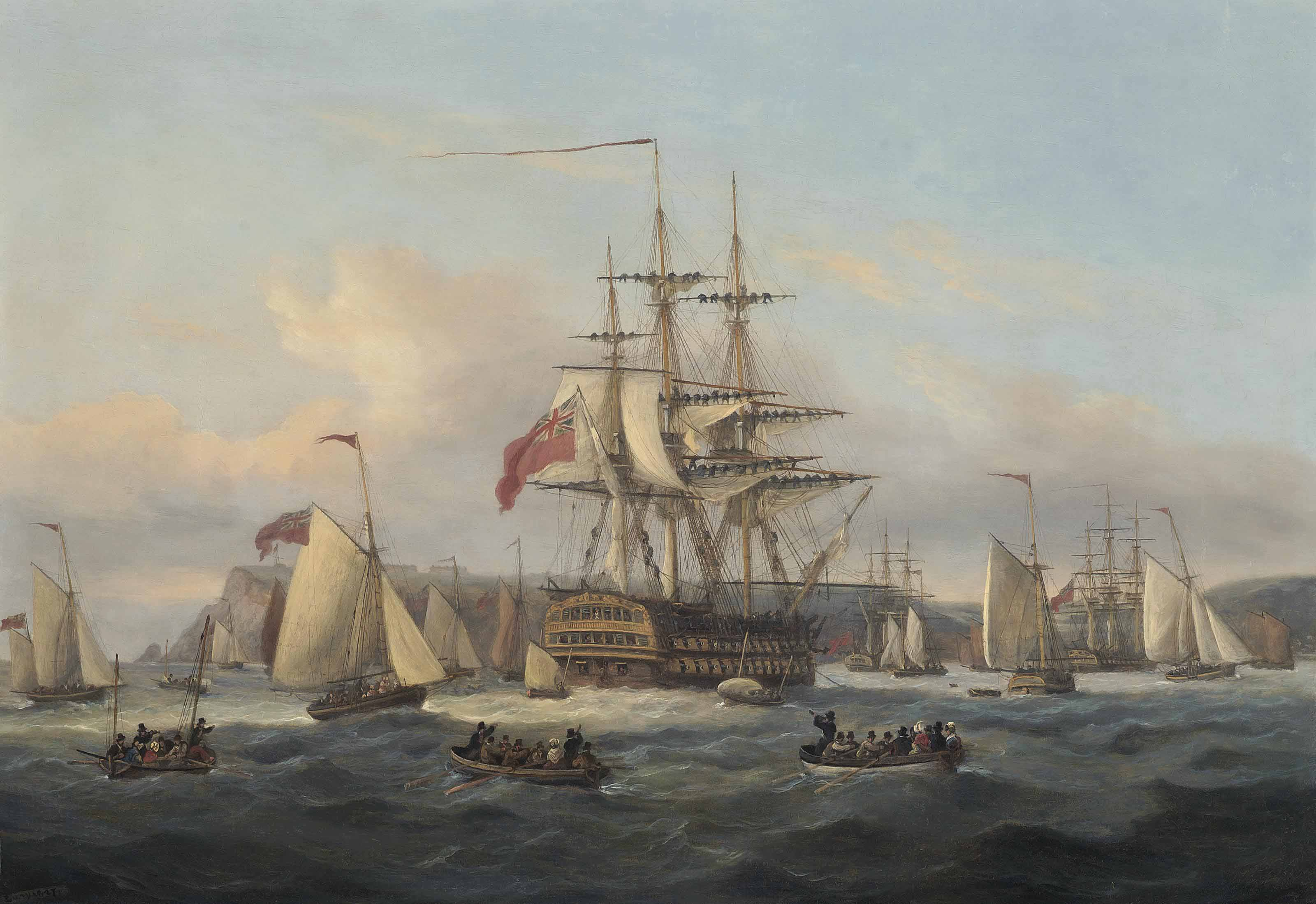
HMS Bellerophon (1827)

Nel mese di settembre 1777 Luny lasciò lo studio di Holman per un po' di tempo per un viaggio in Francia. Durante questo viaggio, Luny quasi certamente si allontanò dalla Francia; nella sua prima mostra a Londra presso la Società degli Artisti espose l'opera  Una vista in lontananza l'isola di Madera e Porto Santo, probabilmente ispirata da un'incisione dell'epoca. Allo stesso modo, è improbabile che Luny fosse nei pressi della Battaglia del Nilo del 1798 e il bombardamento di Algeri del 1816, anche se entrambi gli episodi sono stati illustrati da Luny con un'atmosfera drammatica e un realismo credibile.

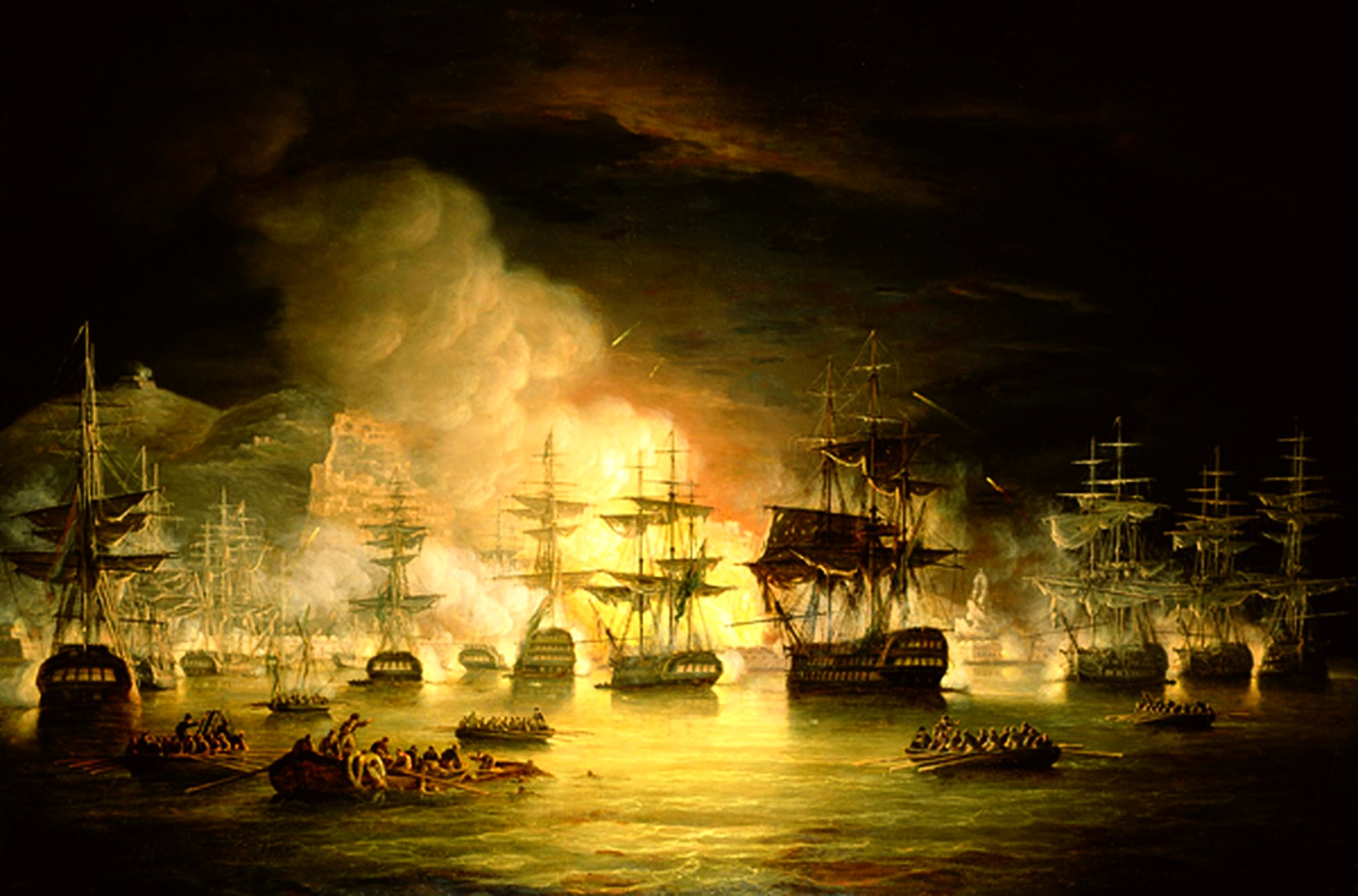
Il Bombardamento di Algeri (1816)

Dopo aver lascito lo studio di Holman nel 1780, Luny si trasferì a Leadenhall Street nel 1783: in questo periodo Luny fu spesso presente alla Royal Academy, per un totale di 29 esposizioni tra il 1780 e il 1802.
A Leadenhall Street, Luny conobbe un certo signor Merle,  commerciante e corniciaio che promosse i quadri di Luny per oltre venti anni fino al grande successo. Luny trovò inoltre una grande fonte di ricchezza nella BCompagnia britannica delle Indie orientali, che aveva la propria sede in Leadenhall Street e che commissionò molti quadri. Tale stretta collaborazione tra il pittore e la Compagnia comportò numerosi vantaggi anche non solamente economici per Luny: infatti, considerando i minuziosi dettagli e la pittura molto realistica, è facile supporre che l'artista sia stato più volte invitato come ospite d'onore in occasione di viaggi a Napoli, Gibilterra e Charleston.
Alcuni anni dopo, nel 1807, Luny decise di trasferirsi nuovamente, questa volta a Teignmouth nel Devon, dove ricevette numerose commissioni (principalmente da ex marinai, nobili locali e altri), continuando le sue opere con lo stesso successo del periodo londinese.
All'epoca Luny soffriva di artrite in entrambe le mani, ma ciò non compromise la qualità delle sue opere: infatti in tutta la sua vita realizzò circa 3.000 dipinti, di cui oltre 2.200 furono realizzati tra il 1807 e la sua morte, avvenuta il 30 settembre 1837.
Alcune delle sue opere sono esposte al National Maritime Museum a Greenwich, nel Royal Albert Memorial Museum ad Exeter e al Museo marittimo di Newport News.